# ヨシケン
ヨシケンは、Vanilla Sky Records所属の日本のロックシンガー。音楽プロデューサーとしても活躍。

自ら歌手活動を行う傍ら、合資会社ヴァニラスカイの代表を務め、インディーズレーベルVanilla Sky Recordsを運営。

歌声はハスキーで太く、オペラの歌唱法に強い影響を受けたビブラートが持ち味。

## プロフィール
本名は吉井 賢太郎（よしい けんたろう）。香川県小豆島出身。4月6日生まれのおひつじ座。

高校卒業後、1994年にバップレコードから本名吉井 賢太郎としてソロデビュー。その後紆余曲折を経て、一時期は歌手活動から距離を置いて小説の執筆、ラジオDJなどの活動をするも、「どうしても音楽がやりたい」という想いを抑えきれず、ヨシケンを名乗り原宿神宮橋にアコースティックギター1本を手に突如登場。当時ストリートライヴのメッカと化していたこの地での中高生の圧倒的な支持のもと、2001年の日本青年館ライヴを皮切りに大型会場での単独公演を次々と成功させる。また、渋谷公会堂ワンマンライヴのチケットを路上の手売りのみで販売し、公演を成功させたことはストリートシーンの伝説とも称えられている。そしていくつかの音楽プロダクション、レコード会社を経て、2003年には自身で音楽制作企業ヴァニラスカイを設立。

インディーズレーベルVanilla Sky Recordsを立ち上げ、自らも活動の中心を移す。

若手ミュージシャンのプロデュース、レーベルイベントのプロデュースも積極的に行っている。

## ワンマンライヴ
The Jets（ザ・ジェッツ）と称したサポートミュージシャンと共にステージを行う。ヨシケンとしてのライヴハウスワンマンライヴは今はなき四谷FOURVALLEY。当時の動員記録を達成。以後同会場にて多数ワンマン公演を決行。2001年より大会場ワンマンシリーズと銘打ち、1500〜2000人キャパクラスの会場でワンマンライヴを決行。数々のライヴハウスでの公演を経て、2013年からは新宿Loftをホームグラウンドとして活動。またレーベルの若手アーティストの為のライヴとして行って来たレーベルマンスリー公演を2007年より月一回行っており、コアなファン向けにアコースティックライヴを毎月開催している。
大会場ワンマンライヴシリーズ
- 2001年05月06日　『「原宿魂」in日本青年館～原宿から未来へ～』 日本青年館ワンマンライヴ
- 2002年01月13日　『路上のロックンロール』 渋谷公会堂ワンマンライヴ
- 2004年02月11日　『この道を行けばレジェンド』 SHIBUYA-AXワンマンライヴ
- 2005年07月31日　『終わらない約束』SHIBUYA-AXワンマンライヴ
- 2007年08月16日　『THE SONG OF BLUE SKY』 SHIBUYA-AXワンマンライヴ
- 2009年08月19日　『ありったけの勇気 BANG! BANG! BANG!!』 SHIBUYA-AXワンマンライヴ
- 2011年02月20日　『I'm Standing Here!〜ライヴホライゾン』赤坂BLITZ ワンマンライヴ
- 2012年07月20日　『翼無き夢どもへ〜Round 8』赤坂BLITZワンマンライヴ
- 2016年05月25日　『Wow Wow Born To Run〜Round 9』赤坂BLITZワンマンライヴ
- 2017年05月31日　『The Long and King’s Road〜Round 10』赤坂BLITZワンマンライヴ

新宿Loftワンマン公演
- 2013年11月13日　『MY ROCK'N ROLL IS NOT DEAD』  新宿LOFTワンマンライヴ
- 2014年03月04日　『Darkness On The Edge Of Life』新宿LOFTワンマンライヴ
- 2015年06月24日　『Go Ahead, Jump!』新宿LOFTワンマンライヴ

その他の代表的なワンマン公演
- 2009年11月04日　『路上の弦楽セレナード2』 Shibuya DUO Music Exchange公演
- 2019年 06月05日   ヨシケン20周年 デビュー25周年記念「The Act of I Am Street Legend」新宿ReNY公演

## 経歴
2002年7月発売のシングル「BOY'S LIFE」は、発売直後、渋谷タワーレコードにおいてインディーズチャート一位となった。

## 作品
吉井賢太郎として、メジャーデビューする以前には当時のアイドル歌手や俳優への楽曲提供を行っていた。

2002年に発売し、タワーレコード渋谷インディーズチャート初登場一位を記録した「Boys'Life」では、元REBECCAの友森昭一をサウンドプロデューサーに迎えている。メッセージ性の強い歌詞のアッパーチューンと、ロマンチックなラヴストーリーで綴られるバラードが特徴。
デビュー以来の作品は以下のとおり。

### シングル
1. 「ラヴ☆ジェッター」2000年
2. 「ブリッジ」2001年
3. 「旅立ち」2002年
4. 「Boys'Life」2002年
5. 「白夜/バタフライ」2004年
6. 「I Love You,Holy Night・・・/遥かなるIsland」2008年

### アルバム
1. 「いつか空になる君へ・・・」2004年
2. 「ここがその場所だと、君が言う・・・」2006年
3. 「BIG SMILE! GO DIVE!」2008年
4. 「ラストホライゾン」2010年
5. 「ライドオングローリー」2011年
6. 「マイ・ヒューマン・ライフ」2012年
7. 「MY ROCK'N ROLL IS NOT DEAD」2013年
8. 「THE SECRET EDEN」2014年

## パーソナリティー
影響を受けたミュージシャンはジョン・レノン、ブルース・スプリングスティーン、ブライアン・アダムス、ジャクソン・ブラウン等。1960〜70年代の洋楽を深く愛している。邦楽では矢沢永吉、浜田省吾の影響を深く受けている。愛読書はジャック・ケルアック「路上」、村上龍「コインロッカーベイビーズ」。趣味はボクシング、猫をこよなく愛する。

## 関連人物
The Jets
- 久保田邦夫：吉井時代からのアレンジャー、サウンドプロデューサー、ギタリスト、ライヴではThe Jetsのバンドマスター
- ジョニー宮路：The Jetsのギタリスト
- 矢坂俊宏：The Jetsのベーシスト
- 小島jimbo chan億洋：The Jetsのドラマ—
- 板倉雅一：Piano、Organ
- DJ hanawaya

レコーディング・過去のライヴサポートミュージシャン
- 友森昭一：元レベッカのギタリスト
- スティング宮本：ベーシスト、レコーディングミュージシャン
- 高垣薫：ドラマ—、レコーディングミュージシャン
- 岡沢茂：ベーシスト、レコーディングミュージシャン
- 大久保敦夫：ドラマ—、レコーディングミュージシャン
- 吉田翔平：バイオリニスト
- 太田雅音：バイオリニスト
- 篠崎央彡：チェリスト
- ほか多数

レコーディングエンジニア・プロデューサー
- 久保田邦夫
- 山内克利
- 玉井玄太
- 近修
- 森元浩二
- 池永康記
- 鈴木豪
- 中山大輔

ヴィジュアル・プロデューサー
- 柳 延人（willlow）

## メディア出演
- 出演TV番組　TokYo,Boy's 音楽祭 - TOKYO MXで放送された。
- 出演TVCM　DMM.com証券 - 全国ネットで放送された。

その他雑誌掲載、ラジオ出演多数。

## インタビュー
OK Music 取材：山口智男 / Vol.122 Interview / 2014.12.29